# 京極高品
京極 高品（きょうごく たかかず）は、但馬国豊岡藩の第6代藩主。豊岡藩京極家8代。

## 略歴
寛保元年（1741年）7月18日、第5代藩主・京極高永の長男として江戸麹町邸で生まれる。宝暦10年（1760年）に父が死去したため家督を継ぎ、宝暦11年（1761年）に従五位下、甲斐守に叙任する。同年から文武の奨励、倹約の徹底、礼儀の徹底などを中心とした藩政改革を行い、15ヵ条の触れを出し、藩士の贈収賄を取り締まって綱紀粛正を図り、緊縮財政政策を採用した。しかし、藩主・改革派と守旧派の確執が続き、重臣の脱藩や永蟄居などが相次いだ。
寛政元年（1789年）に正室と離別し、嗣子がなかったため、弟の高大を養子として迎えていたが、病弱であったために寛政2年（1790年）に廃嫡し、改めて峰山藩京極家から高有を養子として迎え、寛政3年（1791年）5月10日、「放心に付」として隠居し、家督を高有に譲った。その後、剃髪して甲斐入道と号した。
寛政4年（1792年）7月6日、豊岡で死去した。享年52。

## 系譜
- 父：京極高永（1720-1760）
- 母：なを - 梅寿院、細川興生の娘
- 正室：加納久堅の娘
- 養子
  - 男子：京極高大
  - 男子：京極高有（1775-1841） - 京極高久の五男